# Gudehosahalli, Krishnarajpet
Gudehosahalli là một làng thuộc tehsil Krishnarajpet, huyện Mandya, bang Karnataka, Ấn Độ.